# 神奈川県道507号相武台相模原線

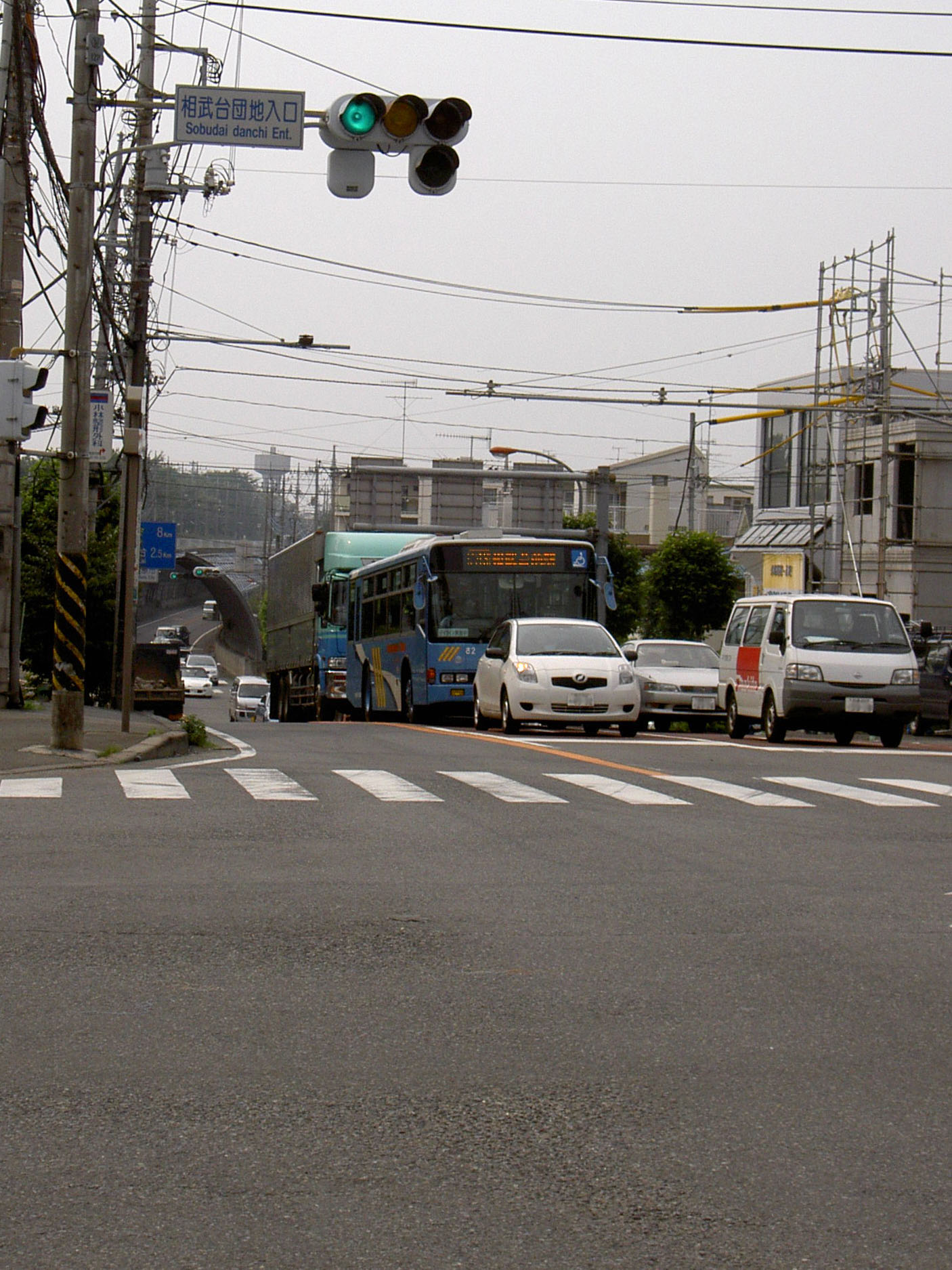
相武台団地入口交差点から見た神奈川県道507号線。手前を横切るのは県道51号線

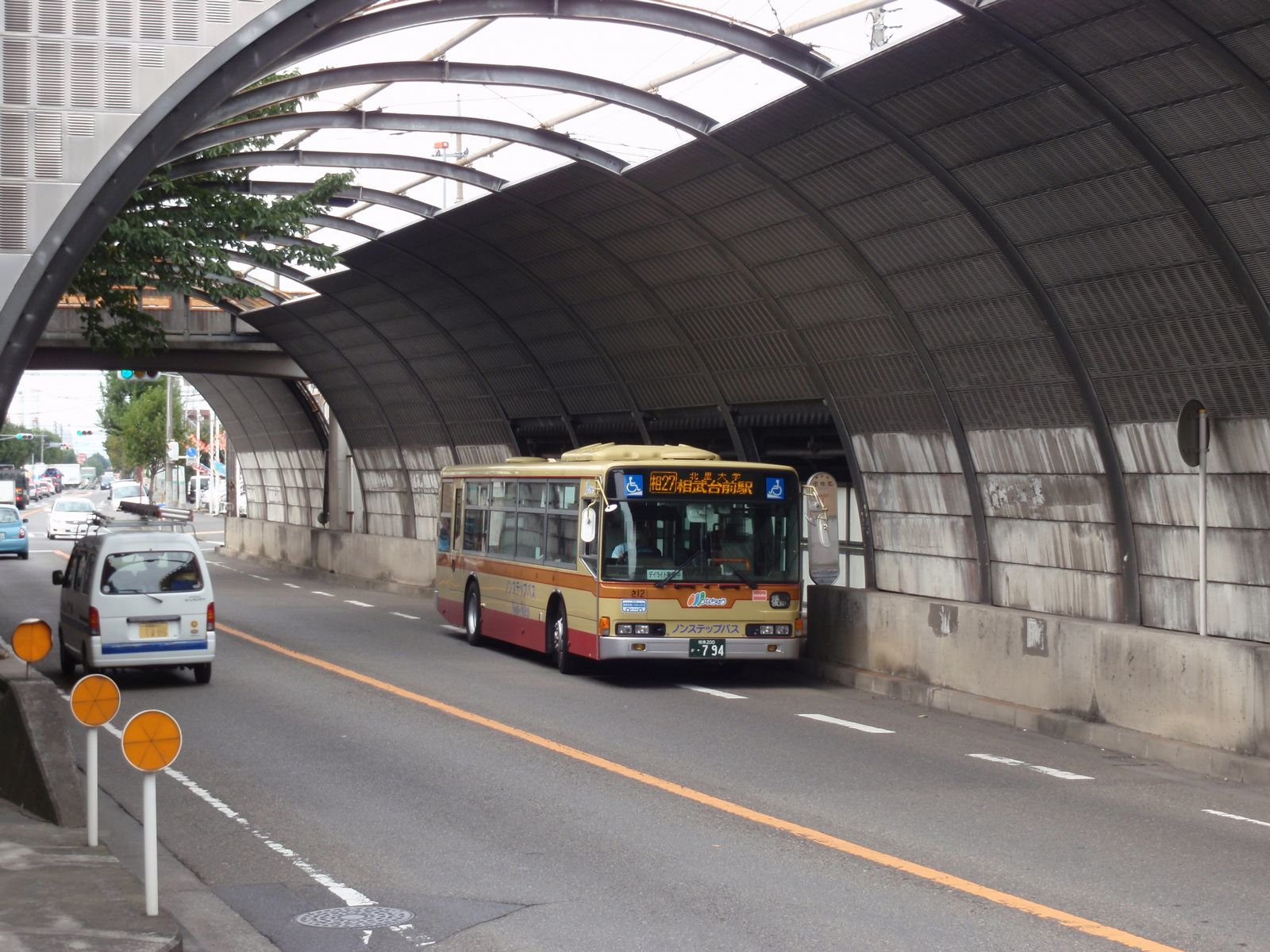
相武台団地付近は防音壁に囲まれ、途中にバス停も設置されている

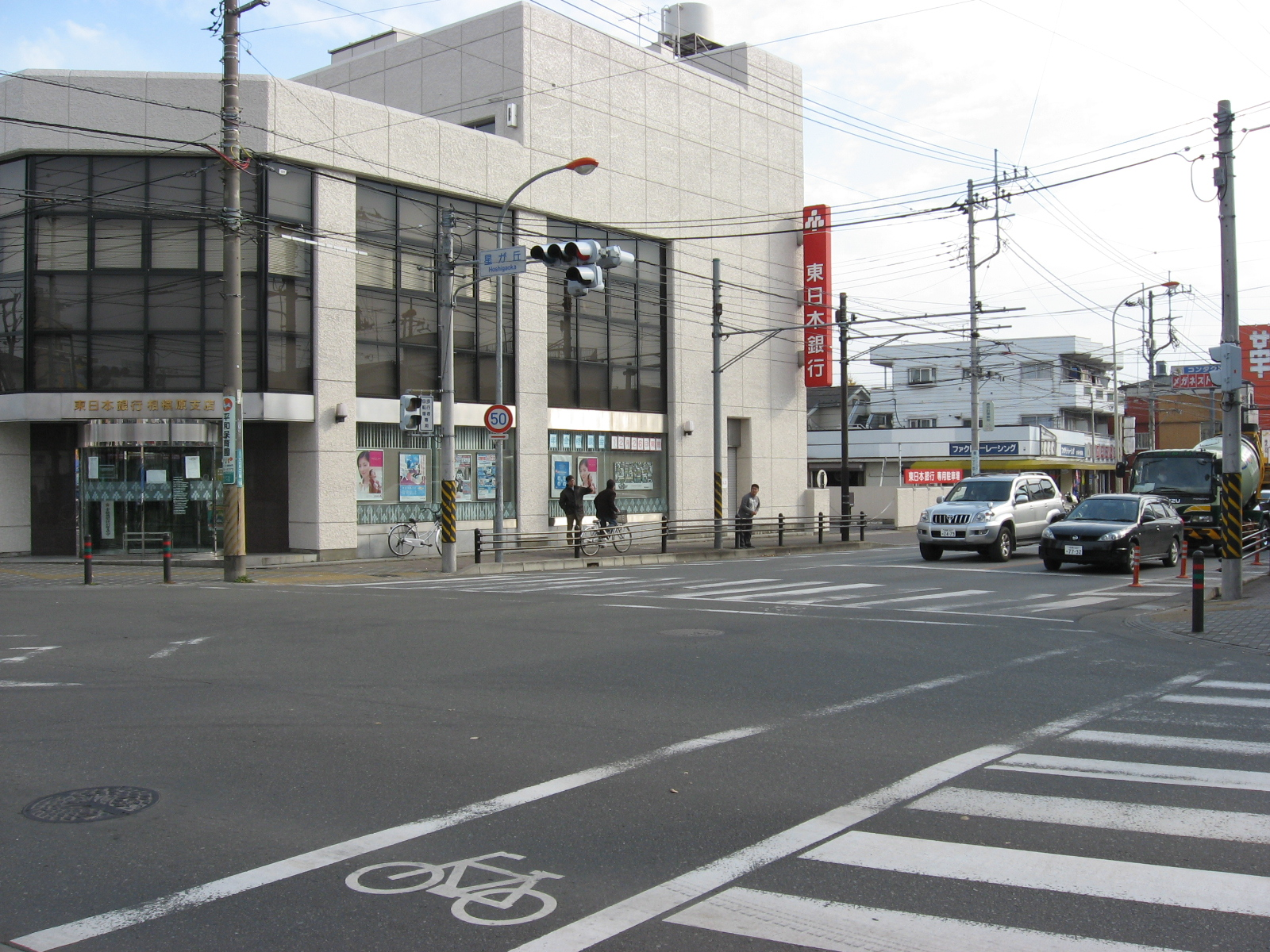
星が丘交差点（終点）。右奥が起点方面。

神奈川県道507号相武台相模原線（かながわけんどう507ごう そうぶだいさがみはらせん）は、神奈川県座間市から相模原市に至る一般県道である。

## 概要
全長のうち座間市域はわずか105mしかなく、ほぼ全てが相模原市域に含まれる。戦時中には相模原市新磯野・麻溝台地区の大部分は軍用地として射撃練習場が設置されていた。この道路のうち、座間市側は県道50号の延長上にあり、相模原市側は相模原市街地と直結しているため、地域の東西交通や相模原市における南北の幹線道路としての役割を担っており、交通量も多い。起点から約1kmは相武台団地を貫く形になっているが、ここの部分が出来たのは1980年代後半である。それまでは車の通れない長い空き地になっていた。これは騒音のために団地の中を貫くことを反対する団地側と、道路を貫き県道51号と接続させたい県側で長い間協議がおこなわれていたことによる。防音壁を作るということでお互いの妥協点に達し、現在の形になったといわれている。旧相模原市域では、町田街道も含め東から数えて5本目（町田街道、旧16号、国道16号、木もれ日通り（中央大通り）・大沼街道、村富線、旧大山道、国道129号、県道48号）であり、ちょうど市域の真ん中を南北に貫いている。
特に座間市側の延長上である県道50号は、県道56号（国道16号旧道）との接続や大和市中央林間・南林間地区における唯一の県道であるため、他方からの交通流入が激しいのに対して、始点・相武台団地交差点から県道52号と交差する相模原公園入口交差点までは片側1車線、同交差点から終点・星が丘交差点までは片側2車線となっているため、片側1車線区間は特に混雑が激しい。また、星が丘交差点以北の延長上の道も含めると、相模原市富士見にて国道16号と、同市矢部にて旧国道16号とぶつかるため、国道16号の迂回路線として使用される事も多い。片側2車線の区間では道路沿いに飲食店やスーパーマーケットなどが多数存在するが、南区に入り片側1車線区間になるとそのような店はほぼなくなっていく。
また、周辺には規模の大きな公園や大学、病院が多く立地しているため文教色が強い。
地元では星が丘以北の延長上の道の終点に村富神社があるため村富線と呼称されている。

## 路線データ
- 陸上距離：6.7km
- 起点：神奈川県座間市相模が丘（県道50号・県道51号、相武台団地入口交差点）
- 終点：神奈川県相模原市中央区星が丘（県道57号、星が丘交差点）
- Google マップ

## 別名・通称名
- 村富線
- 村富・相武台線

## 路線バス
- 神奈川中央交通
  - 淵34系統：光が丘三丁目 - 光が丘一丁目（淵野辺駅南口→上溝団地循環→淵野辺駅南口）
  - 淵34系統：光が丘三丁目 - 光が丘一丁目（淵野辺駅南口→上溝団地→光が丘一丁目）
  - 淵35系統：光が丘一丁目 - 光が丘三丁目（淵野辺駅南口→上溝団地循環→淵野辺駅南口）　淵34の逆回り
  - 相21系統：光が丘一丁目 - 麻溝車庫（相模原駅南口 - 北里大学病院・北里大学 - 麻溝台 - 小田急相模原駅）
  - 相25系統：光が丘一丁目 - 麻溝車庫（相模原駅南口 - 北里大学病院・北里大学 - 大沼 - 相模大野駅北口）
  - 相27系統：光が丘一丁目 - 麻溝車庫・友愛病院入口 - 団地北（相模原駅南口 - 北里大学病院・北里大学 - 相武台前駅）
  - 相28系統：光が丘一丁目 - 麻溝車庫（相模原駅南口 - 麻溝車庫）
  - 相29系統：光が丘一丁目 - 麻溝車庫（相模原駅南口 - 北里大学病院・北里大学）
  - 大25系統：光が丘一丁目 - 麻溝車庫（光が丘一丁目→北里大学病院・北里大学→大沼→相模大野駅北口）
  - 大55系統：麻溝車庫（相模大野駅北口→麻溝台→北里大学病院・北里大学→麻溝車庫）※深夜のみ
  - 大60系統：総合体育館前（相模大野駅北口 - 麻溝台 - 女子美術大学）
  - 大68系統：麻溝車庫（相模大野駅北口 - 大沼 - 北里大学病院・北里大学 - 麻溝車庫）
  - 小14系統：麻溝車庫（小田急相模原駅 - 麻溝台 - 北里大学病院・北里大学 - 麻溝車庫）
  - 台13系統：団地北 - 友愛病院入口（相武台前駅 - 北里大学病院・北里大学）

※沿線に神奈川中央交通の相模原営業所（麻溝車庫）があるため、上記路線の他にも回送による出入庫車両が同路線を多く走行する。光が丘一丁目バス停～麻溝車庫間の相模大野駅方面の左側1車線が朝限定（6:30～8:30）で「バス優先レーン」に設定されている。

## 通過する自治体
- 神奈川県
  - 座間市 - 相模原市（南区 - 中央区）

## 主な周辺の施設
- 米軍キャンプ座間（座間市・相模原市）
- 相模原市立総合体育館（ギオンアリーナ）
- 南清掃工場（相模原市）
- 市民健康文化センター（相模原市）
- ギオンスタジアム
- 相模原麻溝公園
- 県立相模原公園
- 女子美術大学（相模原市）
- 北里大学（相模原市）
- 北里大学病院（相模原市）
- 神奈川県内広域水道企業団相模原浄水場
- 道保川公園（相模原市）
- 相模原消防署緑が丘分署
- 神奈川県企業庁相模原水道営業所
- 相模原市立光が丘小学校
- 相模原市立若草中学校
- 小松会病院

## 主な接続路線
- 神奈川県道50号座間大和線（座間市、相武台団地入口交差点）
- 神奈川県道51号町田厚木線（座間市、相武台団地入口交差点）
- 神奈川県道52号相模原町田線（相模原市、相模原公園入口交差点）
- 神奈川県道57号相模原大蔵町線（相模原市、星が丘交差点）